# Флоріан Іберер
Флоріан Іберер (нім. Florian Iberer; 7 грудня 1982, м. Грац, Австрія) — австрійський хокеїст, захисник. Виступає за «Відень Кепіталс» в Австрійській хокейній лізі. 
Вихованець хокейної школи «Грац». Виступав за «Грац Найнті Найнерс», «Елміра Джеколс» (UHL), «Куод-Сіті Маллардс» (UHL), «Аляска Айсес» (ECHL), «Каламазу Вінгс» (ІХЛ), «Лінц», «Дрезднер Айслевен», «Троя-Люнгбю», КАС «Клагенфурт».
У складі національної збірної Австрії учасник зимових Олімпійських ігор 2014 (4 матчі, 0+0), учасник чемпіонатів світу 2013 і 2015 (13 матчів, 2+0). У складі молодіжної збірної Австрії учасник чемпіонату світу 2002 (дивізіон I).
Брат: Маттіас Іберер.

## Досягнення
- Чемпіон Австрії — 2013.